# 이삼열
이삼열(1955년 3월 10일 ~)은 OB 베어스의 전 야구 선수다. 대구상원고등학교를 졸업했다. 1981년 KBO 리그 창단을 앞두고 삼성 라이온즈의 지명을 받았으나 실업리그 행을 결정했다. 이후 1984년 OB에서 한 시즌을 뛰었다. 당시 성적은 3경기 2타수 무안타였다.

## 같이 보기
- 1984년 OB 베어스 시즌